# Дьомін Анатолій Миколайович
Анатолій Миколайович Дьомін (15 січня 1954, Балашиха, Московська область, СРСР — 23 січня 2017, Київська область, Україна) — радянський хокеїст, нападник.

## Спортивна кар'єра
Народився 15 січня 1954 року в місті Балашиха (Московська область). Вихованець місцевої хокейної команди «Рубін». 1972 року отримав запрошення від клубу другої ліги «Нафтовик» (Ухта, Комі). Через чотири роки клуб був розформований, а Дьомін перейшов до київського «Сокола».
У першому сезоні став другим за результативністю гравцем клуба (29 закинутих шайб). А по його завершенні перейшов до московського «Спартака» — команди, за яку вболівав з дитинства. Але незабаром повернувся до Києва і допоміг «Соколу» здобути путівку до вищої ліги. В еліті радянського хокею виступав наступні сім сезонів. В останньому здобув бронзу національного чемпіонату. Всього у вищій лізі провів 303 матчі, закинув 96 шайб і зробив 43 результативні передачі.
Останні два сезони ігрової кар'єри провів у австрійському «Фельдкірху». У кожному з них вражав ворота суперників понад 30 разів. Віце-чемпіон Австрії 1986 року.
З 1987 року на тренерській роботі. Спочатку був дитячим тренером у «Соколі». Потім працював у Швейцарії, «Донбасі» і молодіжній збірній України.

## Статистика
| Сезон                    | Команда                  | Ліга                     | І   | Г  | П  | 0   | Штр |
| ------------------------ | ------------------------ | ------------------------ | --- | -- | -- | --- | --- |
| 1976/77                  | «Сокіл» (Київ)           | перша                    | 52  | 29 | 8  | 37  |     |
| 1977/78                  | «Спартак» (Москва)       | вища                     | 1   | 0  | 0  | 0   | 0   |
| 1977/78                  | «Сокіл» (Київ)           | перша                    | 40  | 17 | 14 | 31  |     |
| 1978/79                  | «Сокіл» (Київ)           | вища                     | 44  | 10 | 4  | 14  | 40  |
| 1979/80                  | «Сокіл» (Київ)           | вища                     | 44  | 17 | 9  | 26  | 32  |
| 1980/81                  | «Сокіл» (Київ)           | вища                     | 47  | 22 | 4  | 26  | 46  |
| 1981/82                  | «Сокіл» (Київ)           | вища                     | 48  | 17 | 7  | 24  | 28  |
| 1982/83                  | «Сокіл» (Київ)           | вища                     | 42  | 13 | 6  | 19  | 38  |
| 1983/84                  | «Сокіл» (Київ)           | вища                     | 40  | 7  | 7  | 14  | 18  |
| 1984/85                  | «Сокіл» (Київ)           | вища                     | 37  | 10 | 6  | 16  | 22  |
| 1985/86                  | «Фельдкірх»              | Д-1                      | 37  | 32 | 24 | 56  | 23  |
| 1986/87                  | «Фельдкірх»              | Д-1                      | 38  | 33 | 15 | 48  | 10  |
| Усього у вищій лізі СРСР | Усього у вищій лізі СРСР | Усього у вищій лізі СРСР | 303 | 96 | 43 | 137 | 220 |